# Ralf Grabsch
Ralf Grabsch (Wittenberg, 7 april 1973) is een Duits voormalig wielrenner. Zijn jongere broer Bert Grabsch was ook beroepsrenner en was een uitstekende tijdrijder. Opvallend is dat ze nooit voor dezelfde ploeg reden. Sinds 2009 was Ralf Grabsch ploegleider bij Team Milram, de ploeg waarvoor hij de laatste jaren van zijn loopbaan uitkwam.

## Palmares
1994
- 9e etappe Vredeskoers

1995
- 12e etappe Commonwealth Bank Classic

1996
- Eindklassement Hessen Rundfahrt

1997
- 3e etappe deel b Ronde van Beieren

1999
- 3e etappe Ster der Beloften
- Eindklassement Ster der Beloften
- 2e - Delta profronde van Midden-Zeeland, Goes
- 2e - Ronde van Limburg, Stein (Nederland)
- 3e - Hel van het Mergelland, Eysden

2006
- 3e etappe Ronde van Beieren

## Resultaten in voornaamste wedstrijden
| Jaar | Ronde van Italië | Ronde van Frankrijk | Ronde van Spanje |
| ---- | ---------------- | ------------------- | ---------------- |
| 1999 |                  |                     | 87e              |
| 2000 |                  |                     | 89e              |
| 2001 |                  |                     |                  |
| 2002 | 111e             |                     |                  |
| 2005 |                  |                     |                  |
| 2006 |                  | 101e                |                  |
| 2007 |                  | 116e                |                  |
| 2008 |                  | 123e                |                  |

| Jaar | Ronde van Vlaanderen | Parijs-Roubaix |  | WK op de weg |
| ---- | -------------------- | -------------- |  | ------------ |
| 1999 |                      |                |  |              |
| 2000 | 48e                  |                |  | 67e          |
| 2001 |                      |                |  |              |
| 2002 |                      |                |  |              |
| 2005 | 72e                  |                |  |              |
| 2006 | 70e                  | 30e            |  |              |
| 2007 | 36e                  | 15e            |  |              |
| 2008 | 53e                  | 26e            |  |              |